# Pachyscia
Pachyscia is een geslacht van Phasmatodea uit de familie Diapheromeridae. De wetenschappelijke naam van dit geslacht is voor het eerst geldig gepubliceerd in 1908 door Redtenbacher.

## Soorten
Het geslacht Pachyscia omvat de volgende soorten:
- Pachyscia bipunctata Redtenbacher, 1908
- Pachyscia dilatata (Chen & He, 2004)
- Pachyscia hainanensis Ho, 2013
- Pachyscia heishidingensis Ho, 2012
- Pachyscia longicauda (Bi, 1990)
- Pachyscia plagiata Redtenbacher, 1908
- Pachyscia quadriguttata (Chen & He, 1996)